# Dunaparti randevú
A Dunaparti randevú 1936-ban bemutatott fekete-fehér, magyar romantikus vígjáték Perczel Zita, Ráday Imre és Csortos Gyula főszereplésével.

## Cselekmény
Tamássy Erzsi szerelmes a fiatal íróba, Bodó Istvánba, de csak titokban tudnak találkozni, ugyanis Erzsi apja, Tamássy Sándor, a gazdag üzletember ellenzi a kapcsolatukat. Ő inkább egy tehetséges üzletemberhez adná leányát, mint egy íróhoz. Tamássy megbízásából egyik alkalmazottja titokban követi Erzsi minden lépését, és nyomozást folytat Bodó anyagi háttere után.
A fiatalok továbbra is találkoznak, így Tamássy úr kénytelen egyezséget kötni lányával: ha Bodó legújabb regénye, a Dunaparti randevú siker lesz, akkor hozzá mehet, de ha nem, akkor ahhoz megy feleségül, akit ő választ ki neki.
Erzsi beleegyezik, de apjának valójában más terve van. Elmegy a könyvkiadóhoz és egy nagyobb összeget ad az igazgatónak, cserébe a könyv kinyomtatott példányainak a kiadó pincéjében kell porosodnia. Így, habár kitűnően indul a könyv, mégsem adnak el belőle annyit, amennyit lehetne.
Bodó tudomást szerez Tamássy úr mesterkedéséről, és ő is cselhez folyamodik. Feladat egy hirdetést Szalaival, a könyvügynökével, akinek a siker szintén érdeke. Ebben a hirdetésben egy gazdag földbirtokos feleséget keres, de csak olyan hölgyek jöhetnek számításba, akik lelkileg hasonlítanak Bodó István Dunaparti randevújában leírt Szabó Verához.
A könyv ezután „kiugrik” és 18 000 példányban kel el, de mielőtt Bodó közölni tudná a jó hírt Erzsivel, a lányt apja elküldte Nádasdra a rokonukhoz. Bodó erről az inastól szerez tudomást és ő is odamegy. Nemsokára megérkezik Erzsi jövendőbelije, Dr. Demeter, a tehetséges ifjú üzletember, de Bodónak sikerül távozásra bírnia őt. Ezek után Erzsi nagynénje őt hiszi a gyapjúfonó fiának, vagyis összekeveri őt Dr. Demeterrel.
Bodó elhívja barátját, Szalait és Erzsi apja is megérezik. Tamássy úr Szalaitól megtudja, hogyan ugrott ki a könyv, és ő ezért a kiváló üzleti fogásért bele is egyezne a fiatalok házasságába, de Erzsi nem tud belenyugodni, hogy Bodó egy ilyen alávaló trükkel bírta rá nők ezreit a könyv megvételére, így Pesten inkább Dr. Demeterrel randevúzgat. Végül apja egyik alkalmazottjától, Belláktól megtudja, hogy Bodó csak azért kényszerült ilyen cselt bevetni, mert apja visszatartatta a könyvet, ami amúgy is siker lett volna.
Így semmi sem áll a fiatalok boldogságának útjában, mivel Tamássy úrnak sikerült egy olyan tehetséges üzletembert találnia Bodó személyében, akihez szívesen hozzáadja a lányát.

## Szereplők
- Perczel Zita – Tamássy Erzsi
- Ráday Imre – Bodó István, író
- Csortos Gyula – Tamássy Sándor, Erzsi apja
- Kabos Gyula – Szalai, könyvügynök
- Berky Lili – Erzsi nagynénje
- Gárdonyi Lajos – Bellák
- Tapolczay Gyula – Dr. Demeter
- További szereplők: Balla Lici, Dobay Lívia, Sziklay Szeréna, Erdős Ilona, Köpeczi-Boócz Lajos, Berend István